# تشارلز دبليو. جاي ويذرز
تشارلز دبليو. جاي ويذرز (بالإنجليزية: Charles W. J. Withers)‏ هو لغوي وجغرافي بريطاني، ولد في 6 ديسمبر 1954.